# Darius Henderson
Pour les articles homonymes, voir Henderson.
Darius Alexis Henderson (né le 7 septembre 1981 à Sutton, district de Londres) est un footballeur anglais au Eastleigh. 

## Carrière en club
Darius Henderson signe à Millwall le 29 juin 2011 pour une durée de deux ans.
L'1 juillet 2014 il rejoint Leyton Orient.
Le 24 juillet 2015, il rejoint Scunthorpe .
Le 5 février 2016, il rejoint Coventry City.
Le 3 août 2016, il rejoint  Mansfield Town.
Le 10 janvier 2017, il rejoint Eastleigh